# منعم یوسف
منعم یوسف (انگلیسی: Munaim Yousif؛ زادهٔ ۱۰ اکتبر ۱۹۸۱) بازیکن فوتبال اهل عراق بود.
وی همچنین در تیم ملی فوتبال عراق بازی کرده‌است.